# Grande Prêmio da Grã-Bretanha de 1999
Resultados do Grande Prêmio da Grã-Bretanha de Fórmula 1 realizado em Silverstone em 11 de julho de 1999. Oitava etapa do campeonato, foi vencido pelo britânico David Coulthard, da McLaren-Mercedes.

## Resumo
Michael Schumacher sofreu um acidente durante a primeira volta após a primeira largada do Grã-Bretanha, quando as rodas dianteiras travaram, impedindo o controle do carro que bateu violentamente no muro protegido por pneus. Schumacher fraturou a perna direita e ficou de fora de sete corridas, tendo perdido de forma irremediável o campeonato. Nessas sete corridas foi substituído pelo finlandês Mika Salo.
Última prova em que o japonês Toranosuke Takagi cruza a linha de chegada. O piloto da Arrows abandonou as 8 etapas restantes da temporada.

## Classificação da prova

### Treino classificatório
| Pos.                      | Nº | Piloto                | Construtor         | Tempo    | Diferença |
| ------------------------- | -- | --------------------- | ------------------ | -------- | --------- |
| 1                         | 1  | Mika Häkkinen         | McLaren-Mercedes   | 1:24.804 |           |
| 2                         | 3  | Michael Schumacher    | Ferrari            | 1:25.223 | + 0.419   |
| 3                         | 2  | David Coulthard       | McLaren-Mercedes   | 1:25.594 | + 0.790   |
| 4                         | 4  | Eddie Irvine          | Ferrari            | 1:25.677 | + 0.873   |
| 5                         | 8  | Heinz-Harald Frentzen | Jordan-Mugen/Honda | 1:25.991 | + 1.187   |
| 6                         | 7  | Damon Hill            | Jordan-Mugen/Honda | 1:26.099 | + 1.295   |
| 7                         | 16 | Rubens Barrichello    | Stewart-Ford       | 1:26.194 | + 1.390   |
| 8                         | 6  | Ralf Schumacher       | Williams-Supertec  | 1:26.438 | + 1.634   |
| 9                         | 22 | Jacques Villeneuve    | BAR-Supertec       | 1:26.719 | + 1.915   |
| 10                        | 11 | Jean Alesi            | Sauber-Petronas    | 1:26.761 | + 1.957   |
| 11                        | 17 | Johnny Herbert        | Stewart-Ford       | 1:26.873 | + 2.069   |
| 12                        | 12 | Pedro Paulo Diniz     | Sauber-Petronas    | 1:27.196 | + 2.392   |
| 13                        | 5  | Alessandro Zanardi    | Williams-Supertec  | 1:27.223 | + 2.419   |
| 14                        | 19 | Jarno Trulli          | Prost-Peugeot      | 1:27.227 | + 2.423   |
| 15                        | 18 | Olivier Panis         | Prost-Peugeot      | 1:27.543 | + 2.739   |
| 16                        | 23 | Ricardo Zonta         | BAR-Supertec       | 1:27.699 | + 2.895   |
| 17                        | 9  | Giancarlo Fisichella  | Benetton-Playlife  | 1:27.857 | + 3.053   |
| 18                        | 10 | Alexander Wurz        | Benetton-Playlife  | 1:28.010 | + 3.206   |
| 19                        | 15 | Toranosuke Takagi     | Arrows             | 1:28.037 | + 3.233   |
| 20                        | 14 | Pedro de La Rosa      | Arrows             | 1:28.148 | + 3.344   |
| 21                        | 20 | Luca Badoer           | Minardi-Ford       | 1:28.695 | + 3.891   |
| 22                        | 21 | Marc Gené             | Minardi-Ford       | 1:28.772 | + 3.968   |
| Limite dos 107%: 1:30.740 |    |                       |                    |          |           |
| Fonte:                    |    |                       |                    |          |           |

## Corrida
| Pos.   | Nº | Piloto                | Construtor         | Voltas | Tempo/Diferença | Grid | Pontos |
| ------ | -- | --------------------- | ------------------ | ------ | --------------- | ---- | ------ |
| 1      | 2  | David Coulthard       | McLaren-Mercedes   | 60     | 1:32:30.144     | 3    | 10     |
| 2      | 4  | Eddie Irvine          | Ferrari            | 60     | + 1.829         | 4    | 6      |
| 3      | 6  | Ralf Schumacher       | Williams-Supertec  | 60     | + 27.411        | 8    | 4      |
| 4      | 8  | Heinz-Harald Frentzen | Jordan-Mugen/Honda | 60     | + 27.789        | 5    | 3      |
| 5      | 7  | Damon Hill            | Jordan-Mugen/Honda | 60     | + 38.606        | 6    | 2      |
| 6      | 12 | Pedro Paulo Diniz     | Sauber-Petronas    | 60     | + 53.643        | 12   | 1      |
| 7      | 9  | Giancarlo Fisichella  | Benetton-Playlife  | 60     | + 54.614        | 17   |        |
| 8      | 16 | Rubens Barrichello    | Stewart-Ford       | 60     | + 1:08.590      | 7    |        |
| 9      | 19 | Jarno Trulli          | Prost-Peugeot      | 60     | + 1:12.045      | 14   |        |
| 10     | 10 | Alexander Wurz        | Benetton-Playlife  | 60     | + 1:12.123      | 18   |        |
| 11     | 5  | Alessandro Zanardi    | Williams-Supertec  | 60     | + 1:17.124      | 13   |        |
| 12     | 17 | Johnny Herbert        | Stewart-Ford       | 60     | + 1:17.709      | 11   |        |
| 13     | 18 | Olivier Panis         | Prost-Peugeot      | 60     | + 1:20.492      | 15   |        |
| 14     | 11 | Jean Alesi            | Sauber-Petronas    | 59     | Motor           | 10   |        |
| 15     | 21 | Marc Gené             | Minardi-Ford       | 58     | + 2 voltas      | 22   |        |
| 16     | 15 | Toranosuke Takagi     | Arrows             | 58     | + 2 voltas      | 19   |        |
| Ret    | 23 | Ricardo Zonta         | BAR-Supertec       | 41     | Suspensão       | 16   |        |
| Ret    | 1  | Mika Häkkinen         | McLaren-Mercedes   | 35     | Roda            | 1    |        |
| Ret    | 22 | Jacques Villeneuve    | BAR-Supertec       | 29     | Semieixo        | 9    |        |
| Ret    | 20 | Luca Badoer           | Minardi-Ford       | 6      | Câmbio          | 21   |        |
| Ret    | 14 | Pedro de La Rosa      | Arrows             | 0      | Câmbio          | 20   |        |
| DNS    | 3  | Michael Schumacher    | Ferrari            | 0      | Acidente        | 2    |        |
| Fonte: |    |                       |                    |        |                 |      |        |

## Tabela do campeonato após a corrida
| Pos. | Piloto                | Pontos |
| ---- | --------------------- | ------ |
| 1    | Mika Häkkinen         | 40     |
| 2    | Michael Schumacher    | 32     |
| 3    | Eddie Irvine          | 32     |
| 4    | Heinz-Harald Frentzen | 26     |
| 5    | David Coulthard       | 22     |

| Pos. | Construtor         | Pontos |
| ---- | ------------------ | ------ |
| 1    | Ferrari            | 64     |
| 2    | McLaren-Mercedes   | 62     |
| 3    | Jordan-Mugen/Honda | 31     |
| 4    | Williams-Supertec  | 19     |
| 5    | Benetton-Playlife  | 14     |

- Nota: Observe que somente as cinco primeiras posições estão incluídas nas tabelas.